# Dlemer (Arosbaya)
Dlemer is een bestuurslaag in het regentschap Bangkalan van de provincie Oost-Java, Indonesië. Dlemer telt 603 inwoners (volkstelling 2010).